# María José Rojas
María José Alondra Rojas Pino (Santiago, Chile, 17 de diciembre de 1987) es una futbolista chilena, que juega como delantera en el Flinders United de la  Women's National Premier Leagues South Australia

## Carrera
Oriunda de Pudahuel, Rojas comenzó su carrera en 2003 en el club deportivo de la Universidad Andrés Bello en la Primera División de fútbol femenino de Chile. A fines de 2007 dejó la Universidad Andrés Bello y se fue a la Universidad de Chile. En el campeonato 2008, fue la máxima goleadora del torneo de Primera División con 63 goles en 23 partidos. Tras esa temporada, la Universidad de Texas en San Antonio la becó por su rendimiento deportivo, y Rojas pudo estudiar ahí ingeniería comercial con mención marketing, a la par que jugaba en el equipo de fútbol femenino de la casa de estudios, el Roadrunners. En el club tejano es considerada leyenda por haber marcado el gol que les permitió obtener su primer título en 2010.
En 2014 arribó al recién formado Gulf Coast Texans de Pensacola, de la W-League, donde jugó diez partidos y anotó cinco goles. El 27 de agosto de 2014, Rojas firmó con el equipo alemán de la Bundesliga Femenina Herforder SV. Después de jugar solo 4 partidos, disolvió su contrato con el Herford SV Borussia Friedenstal y volvió al Gulf Coast Texans. En 2017 jugó por el Adelaide University Soccer Club de Australia, desde donde emigró al Gintra Universitetas de Lituania, donde disputó la UEFA Champions League Femenina, para luego ser contratada por el Orca Kamogawa FC de la L.League de Japón.
En octubre de 2018, fue traspasada al Canberra United FC de Australia.
En marzo de 2019, fue contratada por el equipo checo de SK Slavia Praga, con el que disputará Champions League.
En julio de 2019, fue contratada por Santiago Morning para la Copa Libertadores.

## Seleccionada nacional
Rojas jugó internacionalmente en 2006 por primera vez, formando parte de la selección sub-20. En 2014, fue parte de la selección chilena que disputó la Copa América y los Juegos Suramericanos de ese año.
Participó en la Copa América Femenina 2018, donde Chile se clasificó para una Copa Mundial Femenina de la FIFA por primera vez en su historia. En el campeonato, Rojas anotó el gol del triunfo frente a Uruguay y uno de los goles frente a Perú.

## Estadísticas

### Clubes
| Club                            | País            | Año         |
| ------------------------------- | --------------- | ----------- |
| Universidad de Chile            | Chile           | 2003 - 2009 |
| UTSA Roadrunners                | Estados Unidos  | 2010 - 2014 |
| Gulf Coast Texans               | Estados Unidos  | 2014        |
| Herforder SV                    | Alemania        | 2014        |
| Adelaide University Soccer Club | Australia       | 2015 - 2017 |
| Gintra Universitetas            | Lituania        | 2017        |
| Orca Kamogawa FC                | Japón           | 2018        |
| Canberra United FC              | Australia       | 2018 - 2019 |
| Sportovní Klub Slavia Praga     | República Checa | 2019        |
| Santiago Morning                | Chile           | 2019        |
| Salisbury Inter CC              | Australia       | 2020        |
| Adelaide United                 | Australia       | 2020 - 2021 |
| Sydney FC                       | Australia       | 2021        |
| Melbourne City                  | Australia       | 2022        |
| Canberra United FC              | Australia       | 2023        |
| Santiago Morning                | Chile           | 2024 - Act. |

## Palmarés

### Títulos nacionales
| Título                           | Club              | País           | Año         |
| -------------------------------- | ----------------- | -------------- | ----------- |
| Division 1 Southland Conference  | UTSA Roadrunners  | Estados Unidos | 2010 - 2011 |
| W-League Southeastern Conference | Gulf Coast Texans | Estados Unidos | 2014        |

### Títulos internacionales
| Título               | Club               | País  | Año  |
| -------------------- | ------------------ | ----- | ---- |
| Copa Bicentenario    | Selección de Chile | Chile | 2010 |
| Juegos Suramericanos | Selección de Chile | Chile | 2014 |